# 比弗鎮區 (阿肯色州薩林縣)
比弗鎮區（英語：Beaver Township）是位於美國阿肯色州薩林縣的一個行政鎮區。

## 地方資料
比弗鎮區的面積為91.60平方千米，當中陸地面積為90.26平方千米，而水域面積為1.34平方千米。根據2010年美國人口普查的數據，當地共有人口3211人，而人口密度為每平方千米35.05人。